# 黑线蝇犬
黑线蝇犬（学名：Pellenes nigrociliatus）为跳蛛科蝇犬属的动物。分布于古北区及中国新疆等地，常栖息于草丛。